# Stenurella novercalis
Stenurella novercalis är en skalbaggsart som först beskrevs av Edmund Reitter 1901.  Stenurella novercalis ingår i släktet Stenurella och familjen långhorningar. Inga underarter finns listade i Catalogue of Life.